# Stryszów (gemeente)
De gemeente Stryszów is een landgemeente in het Poolse woiwodschap Klein-Polen, in powiat Wadowicki.
De zetel van de gemeente is in Stryszów.
Op 30 juni 2004 telde de gemeente 6700 inwoners.

## Oppervlakte gegevens
In 2002 bedroeg de totale oppervlakte van gemeente Stryszów 46,05 km², waarvan:
- agrarisch gebied: 62%
- bossen: 28%

De gemeente beslaat 7,13% van de totale oppervlakte van de powiat.

## Demografie
Stand op 30 juni 2004:
| Omschrijving                   | Totaal | Totaal | Vrouwen | Vrouwen | Mannen | Mannen |
| ------------------------------ | ------ | ------ | ------- | ------- | ------ | ------ |
| eenheid                        | aantal | %      | aantal  | %       | aantal | %      |
| inwoners                       | 6700   | 100    | 3423    | 51,1    | 3277   | 48,9   |
| bevolkingsdichtheid (inw./km²) | 145,5  | 145,5  | 74,3    | 74,3    | 71,2   | 71,2   |

In 2002 bedroeg het gemiddelde inkomen per inwoner 1398,84 zł.

## Plaatsen
- Dąbrówka
- Leśnica
- Łękawica
- Stronie
- Stryszów
- Zakrzów

## Aangrenzende gemeenten
Budzów, Kalwaria Zebrzydowska, Lanckorona, Mucharz, Wadowice, Zembrzyce